# Setè Govern d'Espanya durant la dictadura franquista

Escut de l'estat espanyol

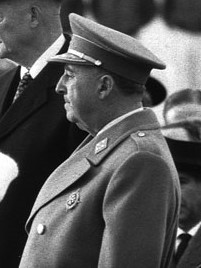
Francisco Franco, cap de l'Estat

El Setè Govern d'Espanya durant la dictadura franquista va durar del 25 de febrer de 1956 al 10 de juliol de 1957.

## Fets destacats
Govern convocat després dels fets de 1956 que mostraren un fort enfrontament amb el món universitari i que provocaren la dimissió de Joaquín Ruiz Jiménez i Raimundo Fernández Cuesta. Hi havia un fort descontentament per l'augment de la inflació que intentaren pal·liar amb un augment del 20% dels salaris, però al final s'imposà l'adopció d'una nova política econòmica que provocarà la dimissió del govern i un radical canvi en la seva composició, per tal d'acabar amb l'economia d'autarquia i iniciar el Pla Nacional d'Estabilització Econòmica en 1959.

## Composició
- Cap d'Estat

Francisco Franco Bahamonde
- Ministre Subsecretari de la Presidència

Luis Carrero Blanco
- Ministre de la Governació

Blas Pérez González
- Ministre d'Hisenda

Francisco Gómez de Llano
- Ministre de Treball

José Antonio Girón de Velasco
- Ministre d'Afers exteriors

Alberto Martín Artajo
- Ministre de Justícia

Antonio Iturmendi Bañales
- Ministre de l'Exèrcit

Agustín Muñoz Grandes (militar)
- Ministre de l'Aire

Eduardo González Gallarza
- Ministre de Marina

Almirall Salvador Moreno Fernández
- Ministre d'Industria

Joaquín Planells Riera
- Ministre de Comerç

Manuel Arburúa de la Miyar
- Ministre d'Obres Públiques.

Fernando Suárez de Tangil y Angulo
- Ministre d'Agricultura

Rafael Cavestany de Anduaga
- Ministre d'Educació

Jesús Rubio García-Mina
- Ministre Secretari General del Moviment

José Luis Arrese Magra
- Ministre d'Informació i Turisme

Gabriel Arias-Salgado y de Cubas